# IC 472
IC 472 је спирална галаксија у сазвјежђу Рис која се налази на листи објеката дубоког неба у Индекс каталогу.
Деклинација објекта је + 49° 36' 48" а ректасцензија 7h 43m 50,2s. Привидна величина (магнитуда) објекта IC 472 износи 13,5 а фотографска магнитуда 14,3. IC 472 је још познат и под ознакама UGC 3985, MCG 8-14-36, CGCG 235-34, PGC 21665.